# Широв, Иван Никандрович
Ива́н Ника́ндрович Широв (1.1.1909, Систеби, Цивильский уезд — 14.2.1967, Козловка) — советский хозяйственный, государственный и политический деятель.

## Биография
Родился в 1909 году в деревне Систеби Цивильского уезда (ныне — Урмарского района). 
Окончил Вурнарский сельскохозяйственный техникум (1929). Служил в Красной Армии (1933—1935). 
С 1929 года — на хозяйственной, общественной и политической работе: В 1929—1933 годах участковый агроном Вурнарской МТС, главный агроном Урмарского районного земельного отдела; после службы в армии, в 1935—1945 годах работал  агрономом химической лаборатории Урмарской МТС, старшим агрономом, директором Янтиковской МТС, председателем Янтиковского райисполкома.
С марта 1945 года по март 1947 года — народный комиссар (министр) земледелия Чувашской АССР, с марта 1947 года по май 1950 года министр сельского хозяйства Чувашской АССР. 
В 1950—1953 годах — управляющий Чувашской конторой нефтесбыта, начальник переселенческого отдела при Совете Министров Чувашской АССР, в 1953—1960 годах директор Козловской МТС, затем ремонтно-строительного управления. В 1960—1967 годах директор совхоза «Козловский», управляющий его отделением.
Избирался депутатом Верховного Совета СССР 2-го созыва.
Умер в 1967 году в Козловке.

## Награды
- Орден Трудового Красного Знамени,
- медали.